# VMGR-252
252e Escadron de transport et de ravitaillement (USMC)
Le Marine Aerial Refueler Transport Squadron 252 (ou VMGR-252) est un escadron d'avion ravitailleur KC-130J Hercules du Corps des Marines des États-Unis, qui fournit un service de ravitaillement en vol pour soutenir les opérations aériennes de la Fleet Marine Force (FMF) et assure le transport aérien d'assaut du personnel, de l'équipement et des fournitures. L'escadron, connu sous le nom de "Otis" est stationné à la Marine Corps Air Station Cherry Point en Caroline du Nord et fait partie du Marine Aircraft Group 14 (MAG-14) et de la 2nd Marine Aircraft Wing (2nd MAW).

## Mission
Le VMGR-152 Fournit un service de ravitaillement en vol à l'appui des opérations aériennes de la Fleet Marine Force et assurer le transport aérien d'assaut du personnel, de l'équipement et des fournitures.
Ravitaillement en vol : Le VMGR-252 est capable de ravitailler en carburant des hélicoptères, des aéronefs à rotor basculant et à voilure fixe à l'appui de missions tactiques, d'opérations d'entraînement ou de vols de convoyage. Ceci est accompli grâce à l'utilisation des deux nacelles de ravitaillement montées sous les ailes de son avion KC-130J, à l'extérieur des moteurs.
Transport aérien d'assaut : Le transport aérien d'assaut est la mission secondaire de l'escadron. Le VMGR-252 peut livrer des fournitures et des troupes par largage aérien ou par des atterrissages d'assaut sur des pistes d'atterrissage improvisées, de jour comme de nuit, à l'aide d'appareils de vision nocturne.

## Historique

### Origine
L'escadron a été formé le 1er juin 1928 et a désigné Headquarters Detachment 7M à San Diego, en Californie. L'escadron a été renommé plusieurs fois au cours de la décennie suivante. Il a reçu la désignation Marine Utility Squadron 252 (VMJ-252) le 1er juillet 1941 et Marine Transport Squadron 252 (VMR-252) le 1er avril 1945.

### Service
- Seconde Guerre mondiale : L'escadron a été fortement impliqué pendant la Seconde Guerre mondiale et a participé aux campagnes suivantes : Pearl Harbor, Îles Mariannes, bataille d'Iwo Jima et bataille d'Okinawa. Après la guerre, l'escadron a déménagé au MCAS Cherry Point et a été réaffecté au Marine Aircraft Group 21 (en).

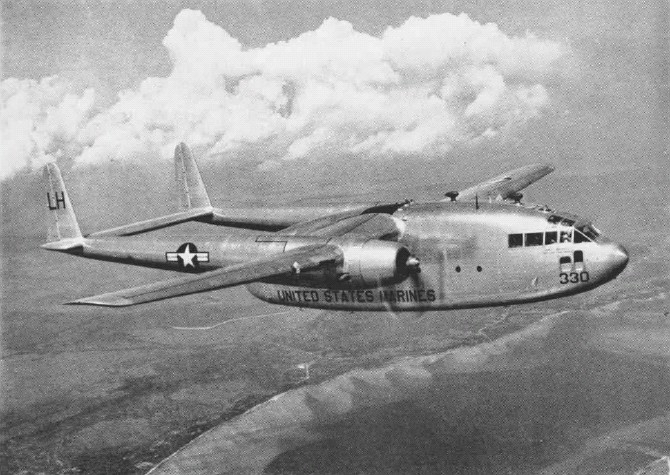
Un avion du VMR-252 en 1950.

En 1946, le VMR-252 était basé au MCAS Miramar dans le cadre du Marine Aircraft Group 25 et transféré au MCAS El Toro, fin 1946. En 1961, le KC-130 Hercules et la mission principale de l'escadron a été le ravitaillement en vol. Le 1er février 1962, l'escadron a reçu sa désignation actuelle de Marine Aerial Refueler Transport Squadron 252 (VMGR-252). En 1965, il a commencé à pouvoir ravitailler l'hélicoptère CH-3 Sea King.
- Guerre du Vietnam :

À la fin des années 1960 et au début des années 1970, le VMGR-252 a soutenu activement les forces américaines en République du Viêt Nam, transportant des équipements, des pièces et du personnel essentiels. En 1973 le VMGR-252 a également pris en charge l'introduction de l'AV-8A Harrier pour le développement de procédures de ravitaillement en vol sûres et normalisées à utiliser avec celui-ci.
- Guerre du Golfe :

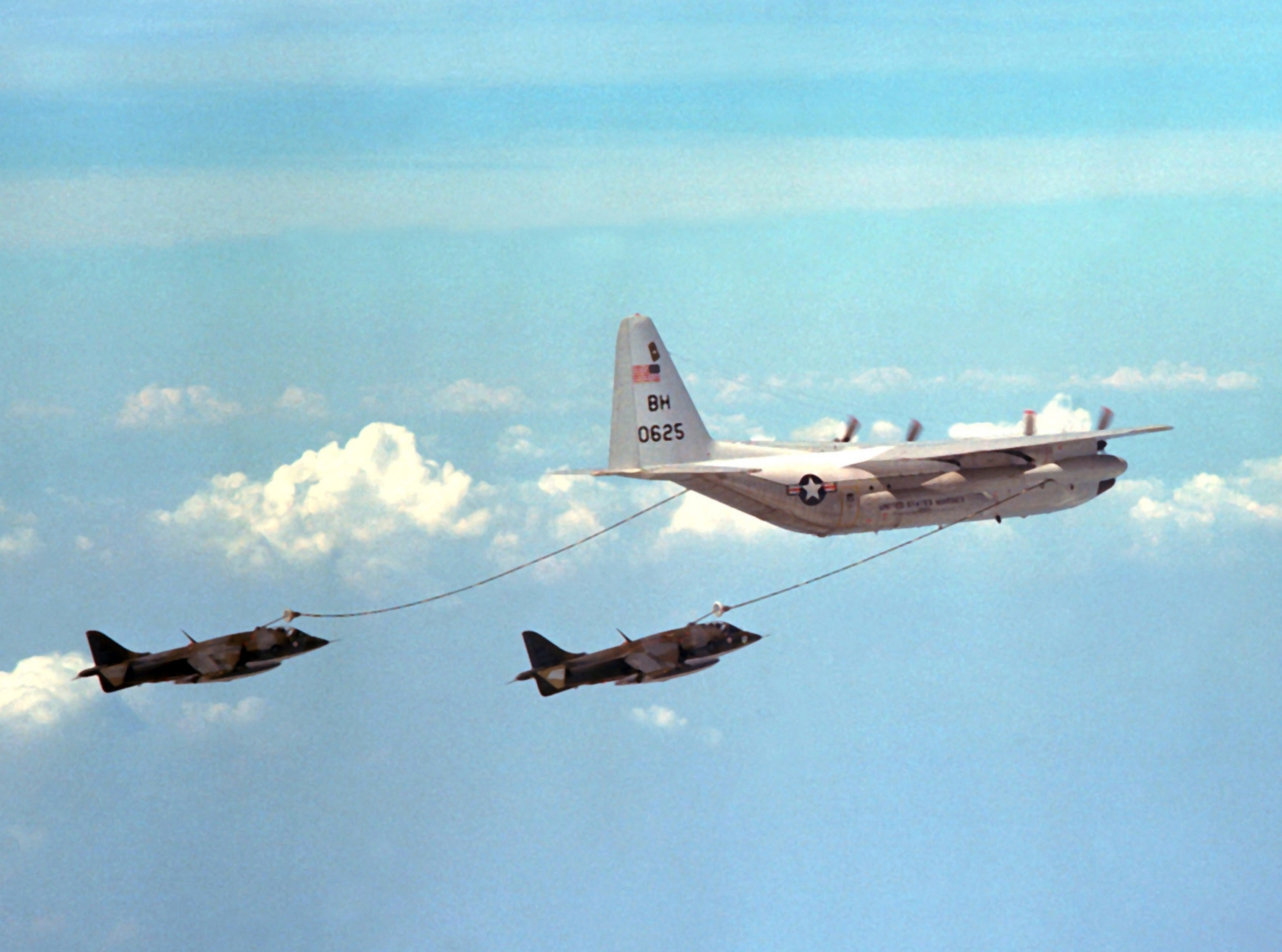
Ravitaillement en vol de deux Harrier.

Dans les années 1990, basé en Sierra Leone le VMGR-252 est à l'appui des opérations de la 22e unité expéditionnaire des Marines (en) à la suite de troubles civils au Libéria voisin. Puis l'escadron est mobilisé pour l'Opération Desert Shield et participe à l'Opération Tempête du désert en passant aux opérations de combat.
Pendant le reste des années 1990, l'escadron a continué à soutenir les unités expéditionnaires maritimes de la côte est pour des opérations au Kenya, au Rwanda, en République du Congo, en Albanie, au Libéria, en Sierra Leone et au Kosovo. Ils ont également continué à soutenir les procédures d'affectation de l'opération Northern Watch et de l'opération Southern Watch à utiliser avec le Harrier.
- Guerre contre le terrorisme :

Après les attentats du 11 septembre 2001, le VMGR-252 a constitué l'épine dorsale des opérations de soutien logistique et d'assaut lors de l'Opération Enduring Freedom en Afghanistan et a fourni un soutien similaire à la 26e unité expéditionnaire des Marines (en) en Irak lors de l'Opération Iraqi Freedom au printemps 2003.